# ガーフィールドの一週間
『ガーフィールドの一週間』（ガーフィールドのいっしゅうかん）は、ジム・デイビスのコミックストリップ『ガーフィールド』を原作とするビデオゲームである。